# Tentative de coup d'État de 2003 en Mauritanie
La tentative de coup d'État de 2003 en Mauritanie est une violente tentative de coup d'État militaire survenue en Mauritanie les 8 et 9 juin 2003. 

## Déroulement
La tentative de coup d'État, dirigée par l'ancien major Saleh Ould Hanenna (en) qui commandait une section rebelle de l'armée, a abouti à deux jours de violents combats qui ont fait plus d'une dizaine de morts et de nombreux blessés dans la capitale Nouakchott, avant que les soldats rebelles ne soient vaincus par les troupes fidèles au président, le Colonel Maaouiya Ould Sid'Ahmed Taya.
La rébellion a commencé très tôt le matin du 8 juin, lorsque des tirs de chars et d'armes lourdes ont été entendus autour du Palais présidentiel et à l'aéroport international. Le Chef d'état-major de l'Armée, le Colonel Mohamed Lemine Ould N'Diayane, a été tué dans les combats. 
Selon de nombreux témoignages, un avion militaire apparemment aux mains des insurgés, a survolé la ville à plusieurs reprises, provoquant des tirs. 
Les soldats mutins ont été complètement vaincus après plusieurs jours de combats acharnés, l'issue a été favorable au président Ould Taya, surtout lorsque les troupes loyalistes sont arrivées en provenance de Bababé, Rosso et Atar, venir en aide aux quelques soldats de la capitale Nouakchott qui sont restés fidèles au régime. Ces militaires loyalistes sont venus des quatre coins du pays en renfort, pour soutenir le régime de Ould Taya.

## Conséquences
Ould Taya remporte ensuite l'élection présidentielle du 7 novembre 2003 (en) avec plus de 67 % des voix. L'opposition dénonce des fraudes électorales. Le candidat arrivé en deuxième position, l'ancien chef de l'État (président du CMSN), le Colonel Mohamed Khouna Ould Haidalla, est arrêté immédiatement avant et après l'élection et accusé d'avoir fomenté un coup d'État.
Ould Hanenna échappe à son arrestation et annonce la formation d'un groupe rebelle appelé les "Cavaliers du changement", mais est finalement capturé fin 2004 et condamné à la prison à perpétuité (au lieu de la peine de mort recommandée) avec d'autres comploteurs présumés début 2005. 
À la suite du coup d'État de 2005, qui renverse Ould Taya, Hannena est libéré dans le cadre d'une amnistie décrétée par la nouvelle junte militaire, le Conseil militaire pour la justice et la démocratie (CMJD). 

## Réactions
Plusieurs pays et organisations, dont la France, le Qatar, l'Unions africaine et l'Union européenne, ont exprimé leur solidarité au président mauritanien dans la journée a rapporté dans la soirée la télévision nationale mauritanienne, alors que le calme régnait enfin à Nouakchott.
Selon la télévision, M. Ould Taya a reçu des appels des présidents Jacques Chirac (France), Abdoulaye Wade (Sénégal), du roi Mohamed VI (Maroc), et du prince Cheikh Hamad Ben Khalifa (Qatar), qui "ont exprimé leur soutien au président et à la Mauritanie et leurs félicitations pour le retour de la situation normale dans le pays".
L'Union africaine (UA), la Ligue arabe et l'Union européenne (UE) ont également "condamné cette haute trahison contre les institutions démocratiques du pays, sa sécurité et sa stabilité, qui sont les exigences réelles des peuples et les conditions de tout développement durable", a ajouté la télévision publique. 